# Phuduhudu (Dystrykt Kgaladi)
Phuduhudu – wieś w Botswanie w dystrykcie Kgalagadi. Według spisu ludności z 2001 roku wieś liczyła 332 mieszkańców.